# The Sims: House Party
The Sims: House Party (en català Els Sims: Festa a casa) és la segona expansió que va sortir per a PC dels Sims. En aquesta expansió podem organitzar la nostra pròpia festa.

## Trets nous
- Festa de Casa dona l'habilitat per fer festes, i convidar nombres grans d'amics. El joc considera que qualsevol reunió de quatre o més visitants és una festa.
- Elements relacionats de festa nous, com taules, pistes de ball, barres de bar, plats, vestits i llars de foc (al voltant d'on Sims es poden reunir i cantar cançons).
- El joc afegeix un cert nombre de canals de ràdio nous com Platja, Discoteca i Malparlar, així augmentant la gamma de música que el jugador pot escoltar dins del joc.
- Una nova gamma ampla de vestits.
- Els jugadors poden comprar un gegant pastís del que surt un ballarí exòtic. El pastís pot fallar i produir un goril·la, un boxejador pallasso, o un boxejador Elvis.